# Bande lombarde

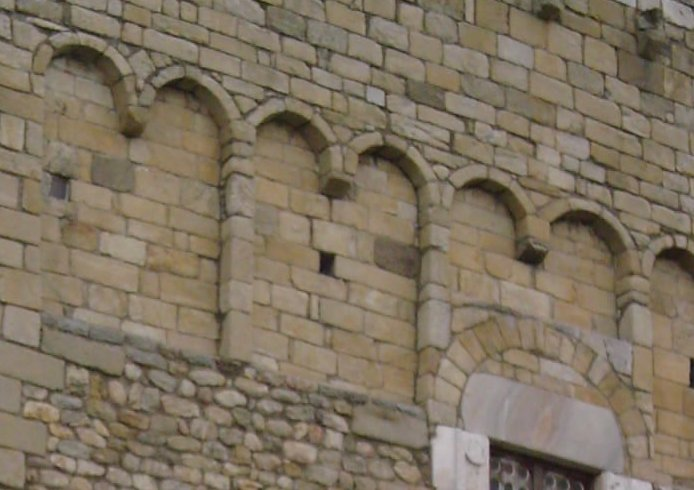
Bandes lombardes sur la façade de l'église Saint-André-de-Sorède (Pyrénées-Orientales).

Église de San Juan de Busa, Aragon (Espagne).

Les bandes lombardes sont des éléments d'architecture caractéristiques de l'époque romane et plus particulièrement du premier art roman ottonien.

## Description
Elles sont composées de pilastres de faible saillie (également appelés lésènes), répétés à intervalles réguliers sur les murs des façades, des campaniles ou des absides et reliés à leur sommet par une frise d'arcatures en plein cintre. Les bandes lombardes ont, du moins à l'origine, un rôle de raidissement du mur (et non, comme les contreforts, plus épais, un rôle de soutien). Par leur léger relief et leur simplicité, les bandes lombardes sont surtout un élément de décoration.

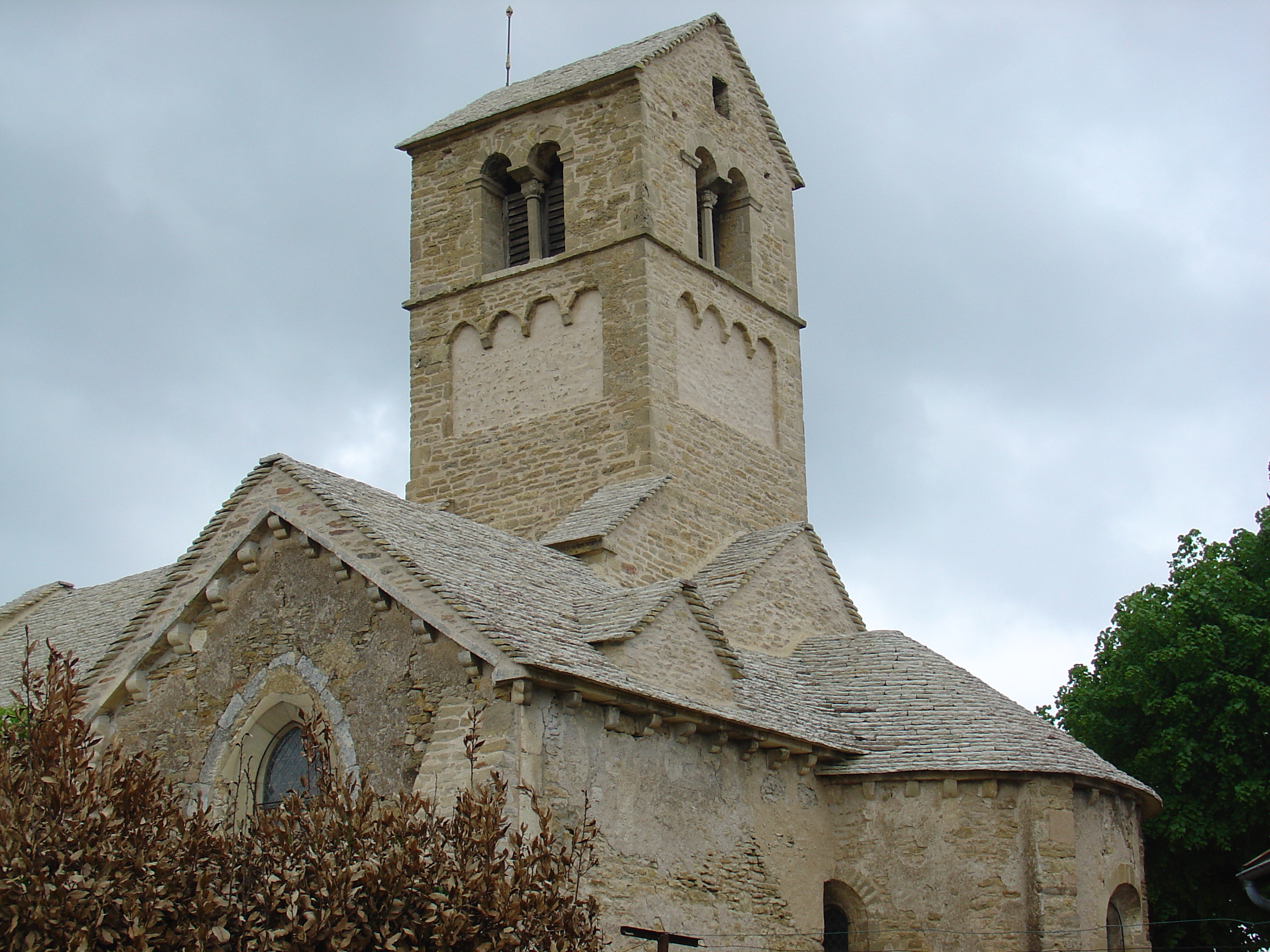
La chapelle de Domange à Igé dont le clocher carré porte des arcatures lombardes.

Le terme de « lombard » montre l'origine de ces motifs. L'art roman, issu de Lombardie — Italie du Nord — a probablement franchi les Alpes en même temps que les architectes et les compagnons ouvriers.